# Anneke van Giersbergen
Anna Maria van Giersbergen, (Sint Michielsgestel, 8 de março de 1973), artisticamente conhecida como Anneke van Giersbergen, é uma cantora, compositora, guitarrista e pianista holandesa que ficou conhecida como vocalista e compositora da banda holandesa de rock progressivo/alternativo The Gathering, entre 1995 e 2007. Possui carreira solo, anteriormente pelo projeto denominado Agua de Annique, posteriormente passando a usar seu próprio nome. Desde 2016, ela formou uma nova banda VUUR com membros da banda ao vivo The Gentle Storm e sua própria banda solo, para se concentrar. no lado mais pesado de sua música. Eles lançaram seu álbum de estreia In This Moment We Are Free - Cities em outubro de 2017.
Anneke também trabalhou com Devin Townsend, Within Temptation, Anathema, Lawn, Farmer Boys, Ayreon, Napalm Death, Moonspell, Novembers Doom, Globus, Amorphis e Giant Squid, além de muitos outros artistas e projetos.

## Biografia

### Primeiros anos
Anneke nasceu na pequena cidade de Sint Michielsgestel, na Holanda. Começou a cantar aos 7 anos, onde participou de um concurso musical. Aos 12 já integrava o coral da escola onde estudava, chegando a excursionar pela França. Mais tarde começou a ter aulas de canto e se juntou à sua primeira banda. Após essa primeira experiência, Anneke integrou diversas bandas. Em 1992, ela fundou o dueto "Bad Breath" com o guitarrista e cantor Deniz Cagdas (Spencer Edgards), onde predominavam ritmos como blues, jazz, folk e funk.

### The Gathering
Em 1994 foi convidada a entrar no The Gathering através de um amigo seu que conhecia a banda. Seu "feeling" musical encaixou-se perfeitamente nas mudanças que a banda pretendia realizar e o resultado foi muito satisfatório.
O álbum de estreia da Anneke na banda, Mandylion, o terceiro do The Gathering, foi lançado em 22 de agosto de 1995. A partir do seu primeiro álbum na banda, Anneke passou a ser responsável pela grande maioria das letras, deixando aflorar além da sua forma peculiar de cantar, sua habilidade em escrever letras profundas e intimistas. A evolução a frente do The Gathering foi gradativa e muito interessante, fazendo com que a banda tivesse um crescimento em número de fãs e shows. Tanto que em 1996, Anneke foi convidada especial da banda alemã Farmer Boys para a canção Never Let Me Down Again (cover do Depeche Mode).
Em 6 de junho de 1997, The Gathering lança seu segundo álbum com Anneke, Nighttime Birds. O álbum vendeu mais de 90.000 cópias e rendeu uma longa turnê pela Europa. Aos poucos a banda foi se destacando no cenário, principalmente pela até então desconhecida e talentosa vocalista.No álbum How to Measure a Planet?, lançado em 26 de janeiro de 1998, mais um grau de evolução pode ser sentido, com Anneke explorando vocalizações intensas e diferentes. No mesmo ano, Anneke foi convidada pelo multi-instrumentista holandês Arjen Anthony Lucassen a fazer parte do seu projeto Ayreon, gravando duas canções para o álbum Into the Electric Castle, um álbum conceitual contando a história de uma entidade alienígena capturando oito almas humanas de diferentes épocas. Anneke retratou uma mulher egípcia a partir da época dos faraós.

Com o álbum if_then_else, lançado em 25 de julho de 2000, Anneke atravessava uma etapa delicada em sua vida pessoal, onde novamente ela experimentou algumas mudanças em sua forma de cantar e compor. Nessa época o término de seu noivado refletiu muito em algumas letras, com a cantora trabalhando até 15 horas por dia no estúdio. O esforço resultou em um disco bem pessoal, porém considerado de alto nível.

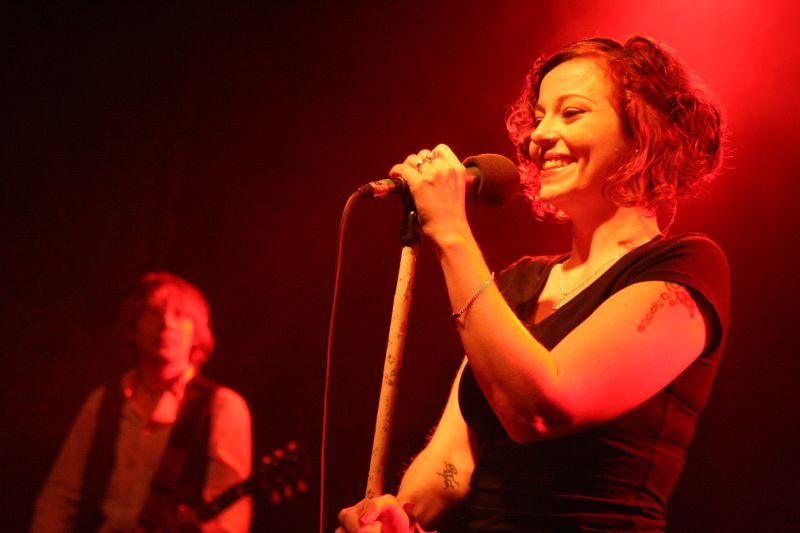
Anneke no The Gathering, 2006.

Em 12 de fevereiro de 2003, a banda lança o aclamado álbum Souvenirs. No mesmo ano, em 22 de agosto de 2003, The Gathering faz o seu primeiro registro ao vivo, o semi-acústico Sleepy Buildings, gravado no The LUX Theatre, em Nijmegen, Holanda. Com o tempo, Anneke se consolida com uma das melhores cantoras do gênero.
No lado pessoal a vida de Anneke passa a sofrer mudanças positivas. Em em 11 de fevereiro 2003 casou-se com o baterista, empresário e músico Rob Snijders.
Em 2004, a cantora foi convidada pela banda holandesa indie rock Law para participar do seu álbum Backspace na canção Fix.
Posteriormente, em 2006, o The Gathering lançou Home, mostrando uma Anneke mais polida, com uma voz beirando os sussurros em determinadas passagens. É perceptível uma maturidade atingida com anos de prática. A banda excursionou, além da Europa, pela América do Norte e América do Sul e, após uma breve pausa para deixar Anneke tratar um problema de laringite, eles continuaram a sua agenda de shows com datas europeias e festivais de música ao longo de 2006. Paralelamente, Anneke participou dos vocais do projeto Drive By Wire, além do álbum de John Wetton, ICON II. Ainda em 2006, Anneke participou do álbum Epicon, da banda inglesa Globus, onde cantou e coescreveu a letra para Mighty Rivers Run, bem como fez um dueto com Christine Navarro na canção Diem Ex Dei e os vocais de apoio na canção Orchard of Mine. A última canção foi usada, em 2007, em um dos trailers do filme da Marvel Studios, Homem Aranha 3, inclusive dando destaque à voz de Anneke. Também participou de duas canções da banda inglesa Napalm Death.
Em 2007, The Gathering excursionou novamente pela América do Norte e Canadá, desta vez ao lado da banda de heavy metal italiana Lacuna Coil. A banda estava em seu ápice, conhecida mundialmente e sendo referência para vários artistas e bandas. Porém, em 5 de junho de 2007, Anneke anunciou sua saída do The Gathering, a fim de seguir outros projetos e ter mais tempo para a família. Sua saída aconteceria no mês de agosto daquele ano, onde ingressaria em seu novo projeto, chamado Agua de Annique. Mesmo com o anúncio da separação, Anneke e The Gathering projetaram o lançamento de um novo DVD, denominado A Noise Severe, gravado no Teatro Caupolicán, Santiago, Chile, em 24 de março de 2007 e lançado em 31 de outubro do mesmo ano.

### Carreira solo

#### Agua de Annique
O primeiro álbum do Agua de Annique foi Air, lançado em 30 de outubro de 2007. Participaram da fundação da banda o baterista e marido de Anneke, Rob Snijders, além do guitarrista Joris Dirks e o baixista Jacques de Haard. O álbum ficou marcado por uma atmosfera mais intimista e melancólica. 

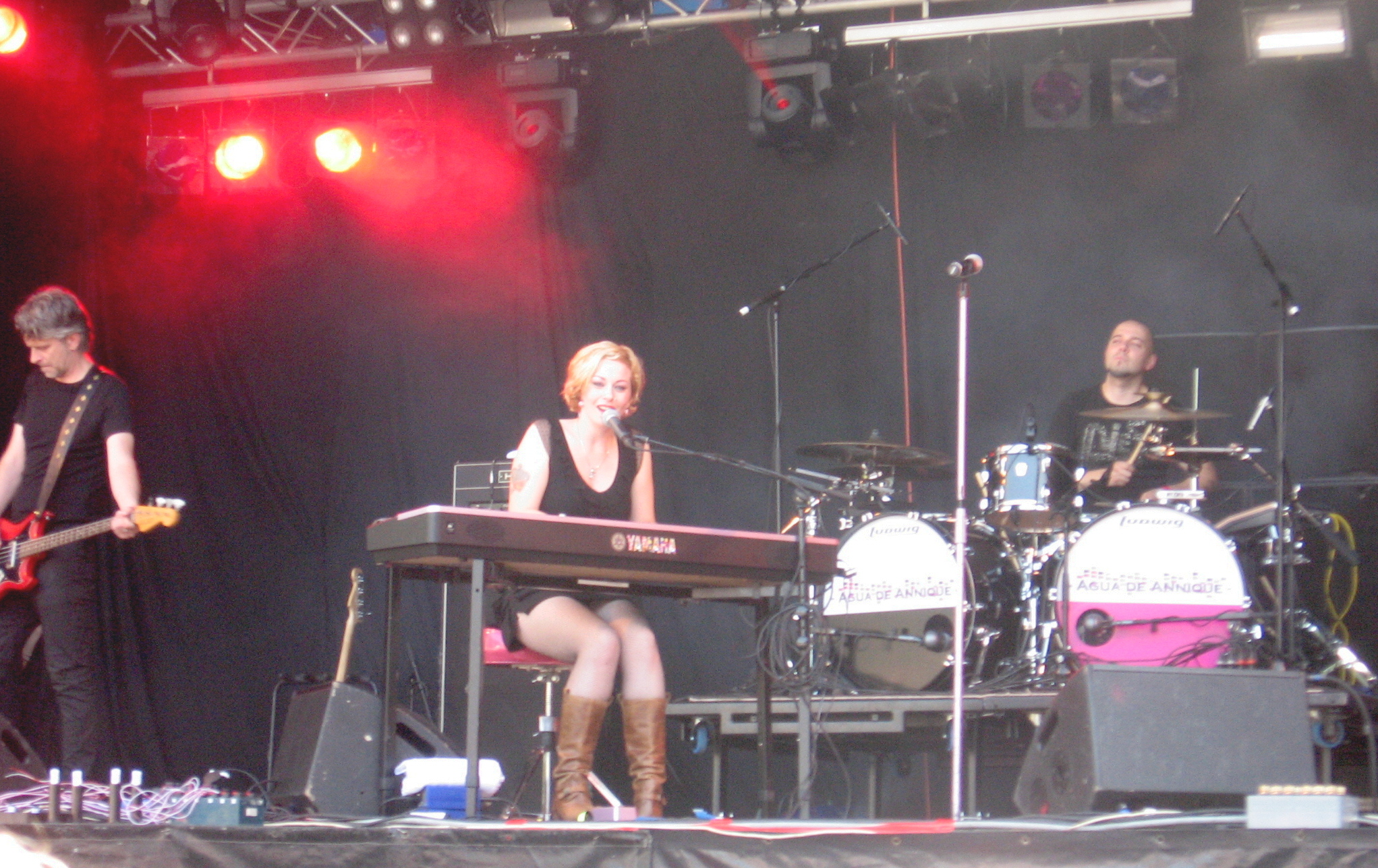
Anneke van Giersbergen & Agua de Annique, 2008

Em 2008 fez participação no álbum Night Eternalda banda portuguesa Moonspell, onde cantou junto com Fernando Ribeiro na música Scorpion Flower, além de participar do videoclipe da faixa. Também em fevereiro de 2008 interpretou a canção Somewhere em parceria com Sharon den Adel, da banda Within Temptation, no concerto que originaria o álbum e DVD/Bluray Black Symphony. O show aconteceu em Ahoy, Holanda, nos dias 22 a 24 de setembro de 2008.
No mesmo ano, Anneke participou do projeto Ticket for Tibet, que contou com a colaboração de vários dos principais músicos holandeses. O projeto incluiu uma apresentação especial, chamada Night of Tibet, ao líder religioso do budismo tibetano Dalai Lama. Ainda em 2008, Anneke participou novamente do projeto Ayreon, no álbum 01011001. O personagem que ela interpreta é um dos Forever, um ser alienígena da mesma raça que sequestrou sua personagem de Into the Electric Castle.
Em 30 de janeiro de 2009, Anneke lançou seu segundo álbum solo, Pure Air. A partir deste lançamento, Anneke passou a agregar seu nome próprio ao nome da banda, se apresentando como "Anneke van Giersbergen with Agua de Annique". Seguindo uma linha acústica, o álbum contou com participações de Sharon den Adel, Danny Cavanagh, Marike Jager, John Wetton, Niels Geusebroek, Arjen Lucassen e Kyteman. Pure Air contém canções do álbum Air em versão acústica e alguns covers, como Ironic de Alanis Morissette, e The Blower's Daughter de Damien Rice. Anneke também lançou, em 10 de setembro, um álbum acústico ao vivo intitulado In Parallel, em parceria com Danny Cavanagh, guitarrista e vocalista da banda inglesa Anathema. O show, que contém canções da banda The Gathering, da carreira solo da Anneke, da banda Anathema, e alguns covers, foi gravado no Espaço Little Devil, em Tilburg, Noruega. Anneke foi convidada pela banda de post-metal norte-americana Giant Squid para participar do álbum The Ichthyologist, na canção Sevengill. Em junho, Anneke fundou seu próprio estúdio no sul da Holanda, que recebeu o nome de Aguarium através de um concurso realizado em seu site oficial.

No mesmo ano, em 6 de outubro, Anneke lançou mais um álbum de estúdio, desta vez de inéditas, chamado In Your Room. Desta vez, Anneke adotou o nome "Anneke van Giersbergen & Agua de Annique" e demonstrou pela primeira vez uma faceta mais pop rock, que seria uma tendência para seus registros futuros. A faixa final do álbum, Just Fine, composta em conjunto com o vocalista, guitarrista, compositor e produtor canadense Devin Townsend, surgiu após o início de uma longa e promissora parceria. Antes mesmo de gravar In Your Room, Anneke participou do álbum de Devin Townsend Addicted!, após uma considerável coincidência.
| “ | Eu já conhecia o seu trabalho. Em 1994, The Gathering e Strapping Young Lad assinaram com a Century Media. Eu passei muito tempo ouvindo o álbum Mandylion naquele momento, mas eu nunca a havia conhecido pessoalmente. Algumas pessoas optam por acreditar em destino, e alguns optam por acreditar no livre-arbítrio. Eu estou em algum lugar no meio disso. Meu encontro com Anneke é melhor descrito como destino. Até duas semanas antes eu estava para gravar os vocais de Addicted! e eu sabia que queria uma forte presença feminina. O conceito do álbum, de certa forma, explora a dicotomia entre masculino e feminino, e como o vício em geral não é específica de gênero. Ter uma mulher estava sempre nas cartas, mas nada parecia estar certo. Duas semanas antes de iniciar os vocais eu recebi um e-mail inesperado de Anneke com um vídeo do YouTube seu cantando uma das minhas músicas mais antigas. Ela disse que se eu estivesse interessado em trabalhar com ela em algum momento eu deveria considerá-la. Então, eu lhe enviei um e-mail e disse-lhe para vir para o Canadá na semana seguinte. "Eu tenho um álbum que eu adoraria que você o fizesse". Estou feliz com o seu desempenho. Sempre adorei a voz dela, e ter essa forte contraparte feminina... Eu não poderia ter pedido nada melhor. Devin Townsend explica como surgiu a participação de Anneke no álbum Addicted!. | ” |

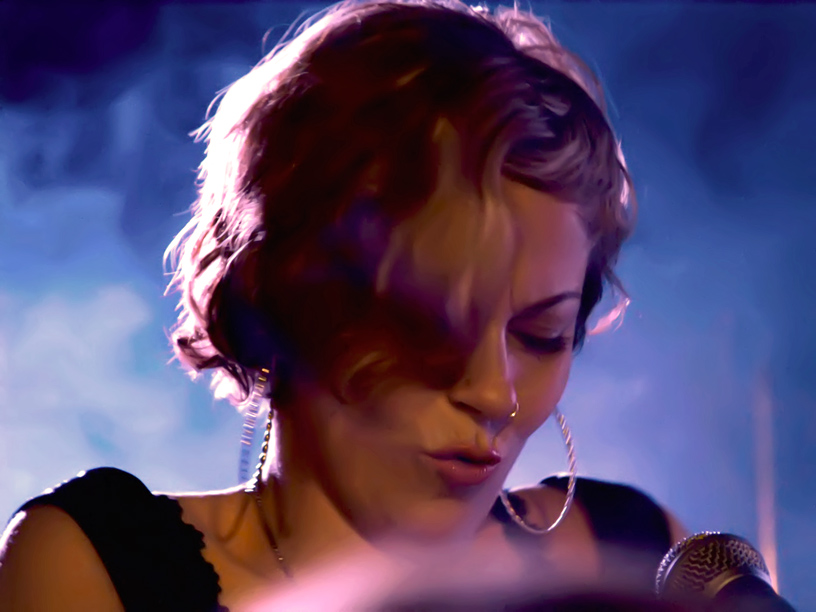
Anneke van Giersbergen, 2009

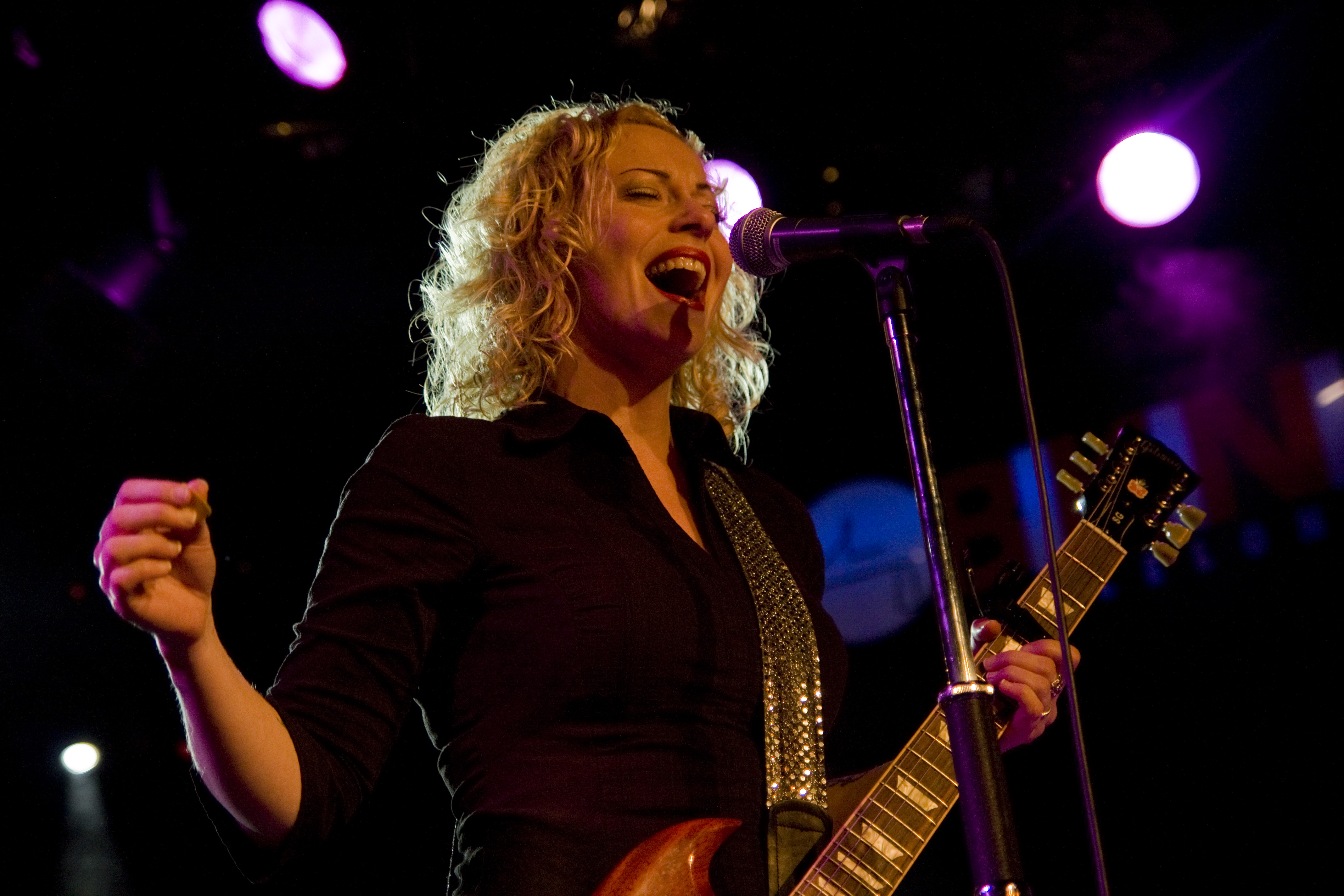
Anneke van Giersbergen, 2010

Ainda em 2009, no dia 30 de outubro, Anneke participou do álbum ao vivo acústico da banda Within Temptation, intitulado An Acoustic Night At The Theatre, cantando Somewhere em dueto com Sharon den Adel. O show foi gravado no Muziekcentrum Frits Philips, em Eindhoven, Holanda, e lançado apenas em áudio.
Em 2010, a cantora continuou a realizar participações. A convite do cantor, compositor, produtor e fotógrafo holandês/canadense Shane Shu, gravou uma versão acústica da canção Push Me to the Ground. Também participou do projeto Maiden uniteD, que reúne versões acústicas da banda britânica de heavy metal Iron Maiden. Anneke participou das faixas To Tame a Land (dueto com Damian Wilson) e Sun and Steel.
No mesmo ano, Anneke lançou o álbum Live in Europe, contendo registros de canções próprias e do The Gathering em vários países da Europa, como Finlândia, Portugal, Holanda e Espanha. Este foi o último registro sob o nome Agua de Annique.
| “ | Eu senti que o álbum ao vivo Live in Europe encerrou um capítulo. O meu novo álbum tem um som novo e de qualquer maneira acho que muitas pessoas não entenderam o fato de eu ter começado a trabalhar sob um apelido. Acho que estava com medo de ser a capitã do meu próprio navio, e escolher um nome de banda parecia fazer lógica naquele tempo, mas agora sinto-me confiante o suficiente para mostrar ao mundo: Esta sou eu!. Anneke sobre o abandono do nome Agua de Annique. | ” |

#### Anneke van Giersbergen
Em 2011, Anneke lançou o aclamado álbum Everything is Changing. produzido pelo português Daniel Cardoso (Anathema), com quem também realizou algumas das composições. Este é o primeiro trabalho em que a cantora decide adotar apenas seu nome, Anneke van Giersbergen. É perceptível a influência proveniente das suas participações com Devin Townsend, tornando suas músicas mais progressivas e com arranjos eletrônicos. Anneke participou, em 2011, do projeto infantil De Beer Die Geen Beer Was, em parceria com o baterista, ator, cantor, produtor e apresentador Martijn Bosman, que narra a história de um urso em várias aventuras. Anneke, além de cantar algumas das canções e recitar poemas no álbum, também participou de algumas das peças na turnê que rodou a Holanda neste mesmo ano. Anneke também gravou a canção Mighty Rivers, para o álbum Raised in Captivity do vocalista, baixista e guitarrista britânico John Wetton. Também em 2011, participou da canção What Could Have Been, do álbum Aphotic da banda de doom metal norte-americana Novembers Doom, além do álbum Days to Come, do holandês Marcel Verbeek, cantando a música Little Man.
No mesmo ano, Anneke colaborou mais uma vez com Yoav Goren em The Promise, a canção principal do segundo álbum do Globus, Break From This World. Ela co-escreveu a letra, além de ser vocalista destaque em um dueto com Lisbeth Scott na faixa. Anneke também se apresenta na faixa Everwake no álbum orquestral de re-interpretações de banda inglesa de rock progressivo Anathema, Falling Deeper, lançado em 5 de setembro de 2011. Antes do ano acabar, Anneke participou de um resgistro ao vivo de Devin Townsend chamado By a Thread – Live in London, executando na íntegra alguns dos álbuns de sua carreira, entre eles o aclamado Addicted!, que contou com a participação de Anneke. A vocalista estende sua participação no DVD a canções de vários outros álbuns de Devin Townsend. A vocalista ainda participou do álbum You May Never Know What Happiness Is da banda de pop rock holandesa Lorrainville,com vocais principais e auxiliares em todas as canções.
Em 2012, Anneke aparece como vocalista convidada no álbum de estreia do projeto The Human Experimente, que também conta com Robert Fripp da banda King Crimson, John Wetton das bandas Asia e King Crimson, Maynard James Keenan das bandas Tool, A Perfect Circle e Puscifer, Adrian Belew, Sean Kingston e Dann Pursey, dos projetos Globus e Vantan. Também em 2012, Anneke colaborou mais uma vez com Devin Townsend para o álbum Epicloud. Anneke cantou em praticamente em todas as canções, incluindo todas as que estão no álbum de demos Epiclouder. Anneke também colaborou com o músico e produtor holandês DJ Hidden no álbum de música eletrônica Lights Off: Only You Can See, cantando Only You Can See. Antes do fim do ano, Anneke fez um dueto com a vocalista Kristin Fjellseth, da banda de rock alternativo norueguesa Pale Forest, nas canções Mandrake Makes a Hypnotic Gesture e Envy, do álbum Second Hand Balloons. Participou também do álbum ao vivo do Lorrainville, Some December Evening, cantando em praticamente todo o show.

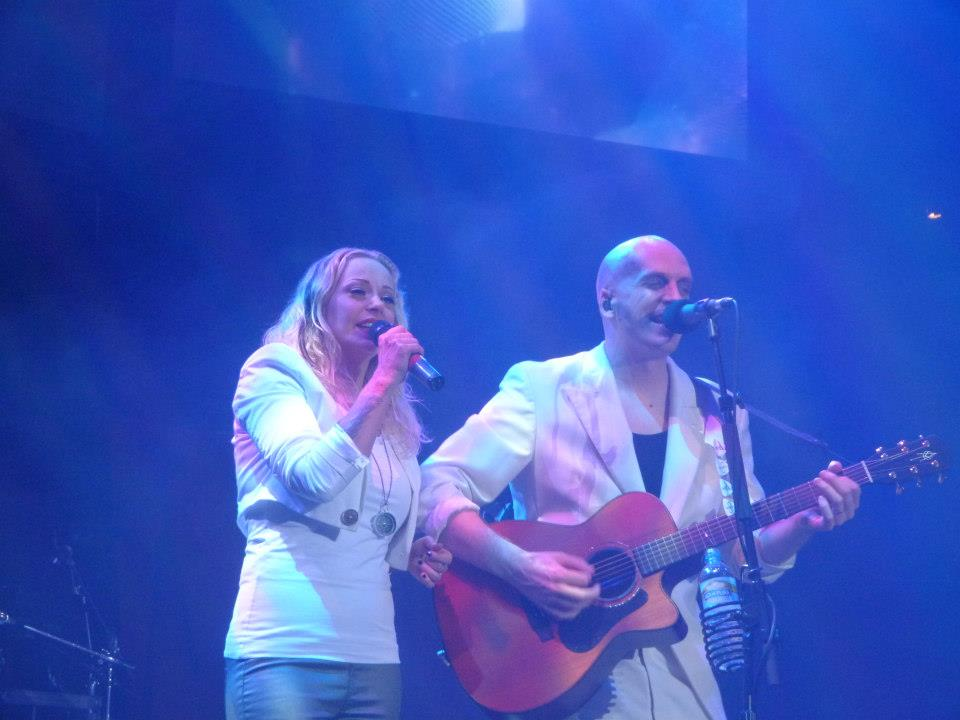
Anneke van Giersbergen & Devin Townsend, ao vivo no show The Retinal Circus, 2014.

Em janeiro de 2013, Anneke recebe duas nomeações ao Edison Awards, o mais importante prêmio musical da Holanda, nas categorias "melhor artista feminina" e "melhor álbum" por Everything is Changing. Anneke participou também da composição e emprestou os vocais para a canção-tema do filme holandês &ME, Please Baby Don't, além de gravar um videoclipe com cenas do filme. A cantora também participou da canção I'm So Real do DJ Tronik. Mais uma vez, Anneke é convidada por Devin Townsend para o registro de um DVD, o projeto chamado The Retinal Circus, cantando em várias das canções do show.
No mesmo ano, Anneke lançou o álbum de estúdio Drive, em 20 de setembro de 2013. Ao contrário do álbum anterior, Drive possui um som mais orgânico e direto, e foi gravado com todos os instrumentos sendo tocados no mesmo ambiente e ao mesmo tempo. Drive foi seu primeiro trabalho com a gravadora InsideOut, e contou com a produção de Arno Krabman. O cantor e instrumentista turco Hayko Cepkin participa na faixa Mental Jungle. Antes de o ano encerrar, Anneke ainda participou da canção Funeral do álbum Make Your Own, da banda de death metal frrancesa For Many Reasons.
Em 2014, Anneke participou do álbum The Act of Letting Go, do projeto Cellarscape, na canção The Same Place. Também participou do projeto The Power of Love, que reuniu vários músicos e cantores do rock e metal holandeses em prol das vítimas de abuso sexual em área de conflito. Ainda em 2014, Anneke participou mais uma vez de um álbum do Devin Townsend, chamado Z², cantando em todas as canções do disco 1, chamado Sky Blue, e algumas canções do disco 2, Dark Matters. E antes do fim do ano Anneke participou do segundo álbum de estúdio do Lorrainville, Desire the Reckless, em vocais principais e auxiliares. Em novembro de 2014, Anneke se juntou à sua antiga banda The Gathering para dois shows especiais, que reuniu todos os membros e ex-membros da banda, em comemoração dos seus 25 anos de existência. Chamado de TG25: Live at Doornroosje, reuniram canções de toda a história da banda, executados em duetos e colaborações entre todos os músicos que já passaram por ela. Em 2015, Anneke participou do álbum Death is Just a Feeling, do turco Amadeus Awad, cantando nas faixas Opia, Sleep Paralysis e Lonesome Clown. No mesmo ano, Anneke participou do projeto The Theatre Equation, um musical baseado no álbum The Human Equation do Ayreon e realizado na Holanda, interpretando o personagem "medo", substituindo o vocalista Mikael Akerfeldt da banda de death metal sueca Opeth.

### Projetos paralelos
Entre 2014 e 2016, Anneke se envolveu em diversos projetos paralelos, como o The Sirens, o The Gentle Storm, o Verloren Verleden e o De Nieuwe Madonna.

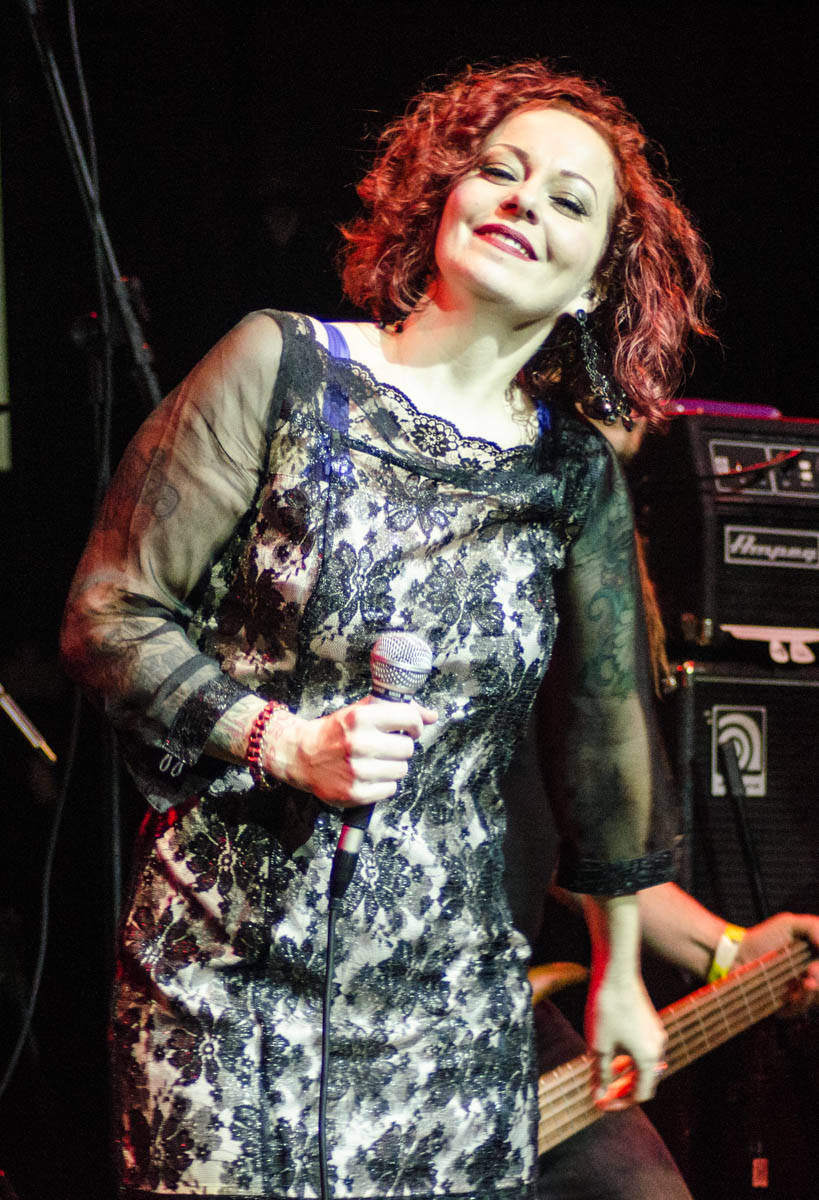
Anneke no show do The Sirens em São Paulo, 2015.

#### The Sirens
Em 4 de junho de 2014, Anneke anuncia um novo projeto em parceria com as vocalistas Liv Kristine (ex-Theatre of Tragedy, Leaves' Eyes) e Kari Rueslatten (ex-The 3rd and the Mortal) chamado The Sirens. O projeto constituiu na reunião das consideradas três pioneiras do estilo Female Fronted, saindo em turnê para apresentar canções de suas antigas bandas e de suas atuais carreiras solo. Exclusivamente para o projeto, apresentaram três canções inéditas: Embracing the Seasons, composta por Anneke; Sisters of the Earth, composta por Liv; e Fearless, composta por Kari. O The Sirens excursionou por diversos países europeus e realizou uma turnê sul-americana, incluindo dois shows no Brasil, em fevereiro de 2015. Também participou de diversos festivais de verão da Europa, abrindo inclusive um show para a banda finlandesa Nightwish, em 29 de agosto de 2015. Curiosamente, esta banda foi princialmente inspirada pelas três bandas representadas pelas três vocalistas do The Sirens, conforme seu criador Tuomas Holopainen:
| “ | "Naquela época, The Third and the Mortal, Theatre of Tragedy e The Gathering foram uma inspiração para ele escrever seu próprio material". Biografia de Tuomas Holopainen em seu site oficial. | ” |

#### The Gentle Storm

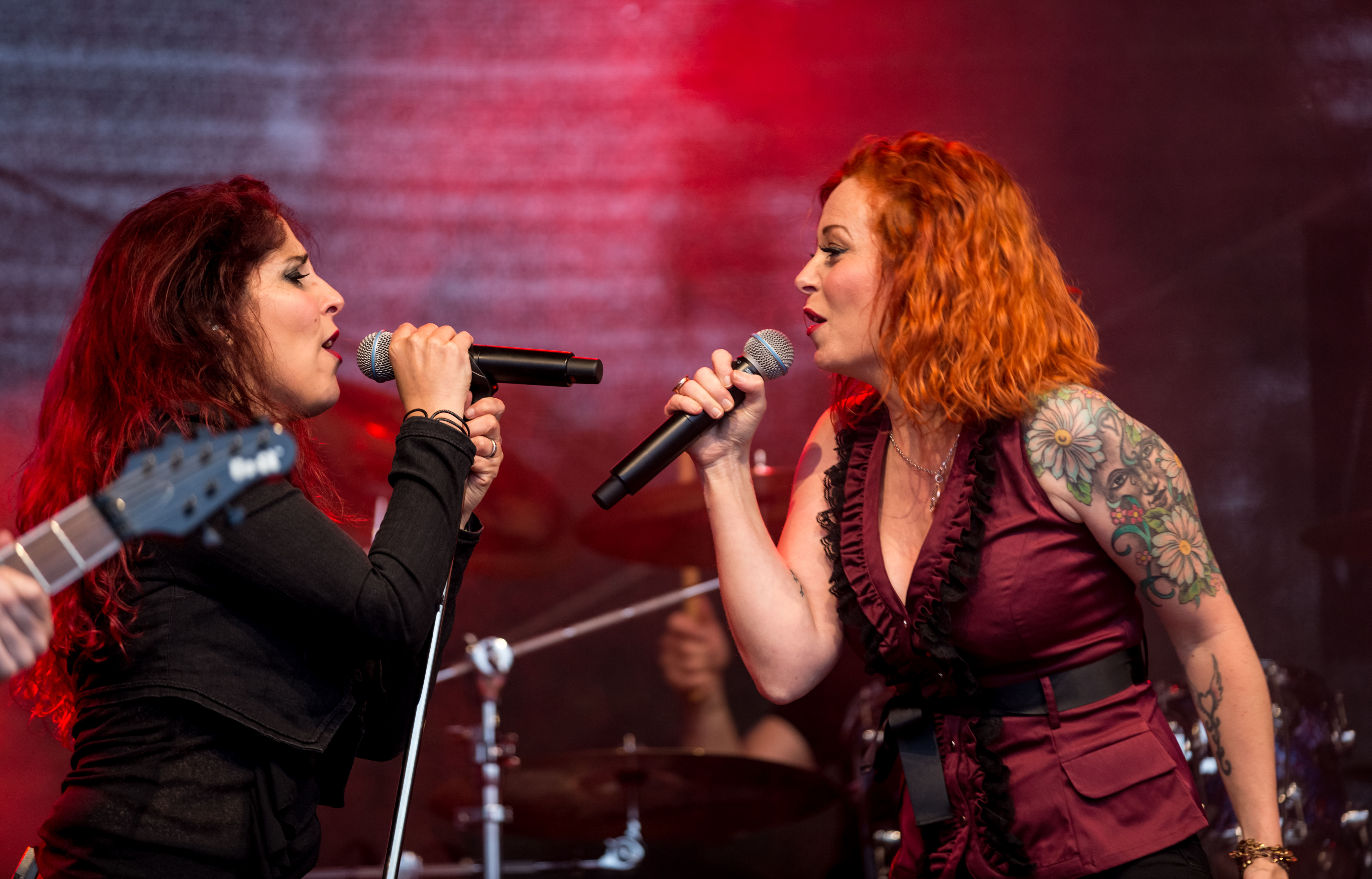
The Gentle Storm no festival Wacken Open Air, 2015.

No dia 22 de abril do mesmo ano, Arjen Anthony Lucassen (criador e responsável pelo projeto Ayreon) revelou que seu próximo projeto seria uma colaboração com Anneke van Giersbergen, seu terceiro trabalho juntos depois os álbuns de Ayreon nos álbuns Into the Electric Castle e 01011001. Ele o descreveu como "um épico álbum duplo conceitual". O álbum, chamado The Diary, apresentou dois álbum com as mesmas 11 faixas em roupagens distintas: um apresentando um maior peso, voltado ao metal progressivo e sinfônico, e outro mais leve, acústico e folk.
| “ | "O conceito do álbum é um conto de amor, perda e separação narrado através da história de dois amantes fictícios do século XVII. Um marinheiro holandês embarca em uma viagem de dois anos, deixando a esposa em casa, na Holanda. A única forma de o casal se comunicar e manter o amor vivo durante a longa separação é através de cartas. Essas cartas formam a base para as canções do álbum". Anneke em seu newsletter no final de 2014. | ” |

Arjen e Anneke saíram em uma pequena turnê acústica pela Europa no início de 2015, antes do lançamento do álbum, o que ocorreu em 23 de março de 2015. O álbum foi muito bem aceito pela crítica especializada e pelo público, o que reforçou uma extensa turnê que se estendeu do início de 2015 a 2016, passando por diversos países da Europa e alguns das Américas, como Estados Unidos, Chile, Argentina e Brasil.

#### Verloren Verleden
Em 2015 Anneke anunciou um novo álbum em parceria com a banda folk islandesa Árstíðir. O projeto, chamado Verloren Verleden (Passado Perdido em holandês), apresentará roupagens contemporâneas à árias clássicas. O álbum será lançado em 12 de fevereiro de 2016, e será seguido por uma turnê pela Holanda em março do mesmo ano.

#### De Nieuwe Madonna
Após o sucesso da turnê quase que totalmente de ingressos esgotados ao lado do Árstíðir, Anneke anunciou em abril de 2016 uma nova turnê acústica pelos teatros da Holanda, mas dessa vez ambientada na década de 80. A turnê, chamada De Nieuwe Madonna (A Nova Madonna, em holandês), resgatava canções clássicas daquela década, além de buscar reproduzir no palco o quarto da adolescência da cantora, com posteres de seus artistas favoritos, sua cama, seus patins e seus objetos de decoração. Mais uma vez a turnê, que durou de 30 de setembro a 25 de novembro, teve quase todos os seus shows esgotados.
Ainda em 2016, Anneke foi convidada de honra para se apresentar no Veteranendag, um evento promovido pelo Rei da Holanda em homenagem aos veteranos de guerra do país. Além de entoar os hinos (antigo e recente) do país, Anneke cantou outras canções em homanagem aos presentes. O evento foi transmitido ao vivo para todo o país.
Quanto às colaborações com outros artistas, a cantora participou também em 2016 de mais um álbum de estúdio de Devin Townsend, chamado Transcendence, lançado em 9 de setembro. Além desta participação, Anneke gravou vocais para várias das canções do álbum Silk, do holandês Peter Slager. Além disso, Anneke emprestou a voz e a imagem para os shows ao vivo o cantor holandês Paskal Jakobsen, que eram projetadas em uma réplica de quadro antigo no cenário do concerto.
E para encerrar 2016, Anneke promoveu o primeiro Anneke van Giersbergen Fan Weekend, uma programação de final de semana exclusiva para alguns fãs, que consistiu em hospedagem no mesmo hotel em Amsterdã, passeios de barco pelos canais da cidade, karaokê, jantares e acesso liberado, inclusive para os bastidores, do último show da turnê do álbum The Diary do The Gentle Storm, que ocorreu em 17 de dezembro.
No mesmo ano, ainda foi anunciada a participação de Anneke em três futuros shows do projeto Ayreon, que fará um resgate das canções de todos os seus álbuns, nos dia 15, 16 e 17 de setembro de 2017.

#### Inchecken
Para comemorar seus 25 anos de carreira, Anneke realizou uma extensa turnê de 44 shows pelos teatros holandeses com um repertório acústico abrangendo toda a sua carreira. Simultaneamente, lançou um álbum de estúdio acústico com 11 regravações acústicas de sucessos de sua carreira, com canções do The Gathering, Devin Townsend, VUUR, Lorrainville, BLØF e carreira solo.

#### Tributo a Avicii e Anneke Goes To Church Tour
Em 2020, Anneke realizou uma série de concertos, ao lado do cantor Niels Geusebroek e acompanhados pela Noord Nederlands Orquestra, em tributo ao DJ holandês Avicci, falecido em 2018.
Também em 2020, Anneke anunciou uma série de concertos em igrejas e catedrais da Holanda. Inicialmente, a turnê inciaria em março daquele ano, entretanto, devido à pandemia do COVID-19, que causou o cancelamento e reagendamento de todos os eventos públicos ao redor do mundo, a turnê foi reagendada para ser realizada nos meses de setembro e outubro. Antes do reagendamento, mais da metade dos concertos já estavam com seus ingressos esgotados.
Outros eventos dos quais participaria, como uma pequena turnê acústica na Noruega em maio e um festival português de metal progressivo também foram adiados.
Durante o período de quarentena, Anneke se manteve em sua casa e estúdio, compondo e gravando novas canções para seu futuro álbum solo.

### VUUR
No dia 1º de dezembro de 2016, Anneke anunciou através de suas redes sociais a sua nova banda, chamada VUUR (fogo, em holandês, que também pode ser interpretado como significando "paixão" ou "unidade" - nome escolhido como um apelido para representar o lado metal de Anneke). Em um vídeo de apresentação, que fazia o resgate de várias épocas e participações da Anneke no mundo da música, foi enfatizado que o VUUR não se trataria de mais um projeto da cantora, mas sim uma nova banda fixa. O grupo é composto em sua maioria por antigos parceiros de Anneke em suas apresentações com a banda do projeto The Gentle Storm:
- Anneke Van Giersbergen - vocais principais;
- Ed Warby (ex-Ayreon, The Gentle Storm) - bateria;
- Johan Van Stratum (ex-Stream of Passion, The Gentle Storm) - baixo;
- Ferry Duijsens (Anneke van Giersbergen, The Gentle Storm, The Sirens) - guitarra;
- Jord Otto (ex-ReVamp) - guitarra.

No mesmo anúncio, Anneke informou que as gravações da banda aconteceriam no início de 2017, com previsão de lançamento do primeiro álbum para o outono do mesmo ano (primavera no hemisfério sul). Anneke definiu assim sua nova banda:
| “ | "É como se eu estivesse à procura de contradições", diz Anneke sobre dividir seu foco em dois. "Quero que o pesado seja realmente pesado, e as coisas acústicas e suaves que posso fazer sejam quase silenciosas e introspectivas. Eu estou tentando encontrar os limites exteriores. Eu ainda estou escrevendo e colaborando com pessoas diferentes, de modo que o estilo do Vuur ainda é um estilo diferente de The Gathering ou The Gentle Storm. Pode-se dizer que a música de Vuur tem a melancolia do The Gathering e muitos elementos do The Gentle Storm, mas é um pouco mais escuro e com menos elementos folclóricos. Ainda é melódica e quente, mas pesado". Anneke em entrevista para a Blabbermouth em 2016. | ” |

No mesmo dia do anúncio da banda, seu primeiro show também já era anunciado: 24 de julho de 2017, no festival Masters of Rock, realizado na República Tcheca. Vários shows em festivais foram anunciados a partir de então.
Inicialmente, Marcela Bovio (ex-Stream of Passion, MaYan) também participaria da banda. Entretanto, em 11 de junho daquele ano, Marcela anunciou sua saída da banda, em meio às gravações, alegando divergências musicais. Mesmo com a saída da segunda vocalista, o álbum continuou a ser produzido, ocorrendo o primeiro show da banda antes mesmo do seu lançamento, em dia 9 de junho de 2017, em Neushoorn, Holanda. No dia 2 de junho a banda apresentou sua primeira faixa, Days Go By - London, deixando claro que o direcionamento da banda seria mais voltado ao metal progressivo.
O VUUR fez inúmeros shows em festivais e turnês próprias pela Europa, América do Norte, América do Sul, Japão e outros países, excursionando também ao lado de bandas como Epica e Delain. Em 27 de novembro de 2019, Anneke postou em seu Facebook que havia decidido lançar um álbum solo ao invés de dar continuidade ao VUUR, que entraria em hiato.

## Extensão vocal
O alcance vocal de Anneke era classificado no passado como soprano. Porém, com o passar dos anos, seu registro caiu um pouco, o que a levou para a classificação de mezzo soprano.
| “ | Bem, eu costumava ser soprano quando eu era mais jovem. Mas minha voz caiu um pouco, porque agora estou mais velha e porque eu também posso não treinar para manter isso. Com o treinamento eu expandiria o meu alcance. Porém eu realmente não penso em fazer isso. Então, eu só canto o que eu canto. Eu canto o que eu escrevo e é assim que eu treino minha voz. É também por isso que deixei cair (a classificação vocal). Eu não sei como você pode chamá-la de uma forma lógica: mezzo-soprano. É um pouco menor. Anneke para a Femme Metal Webzine, em 2013. | ” |

Sua extensão vocal vai de Dó 3 a Lá 5.

#### Videoclipes

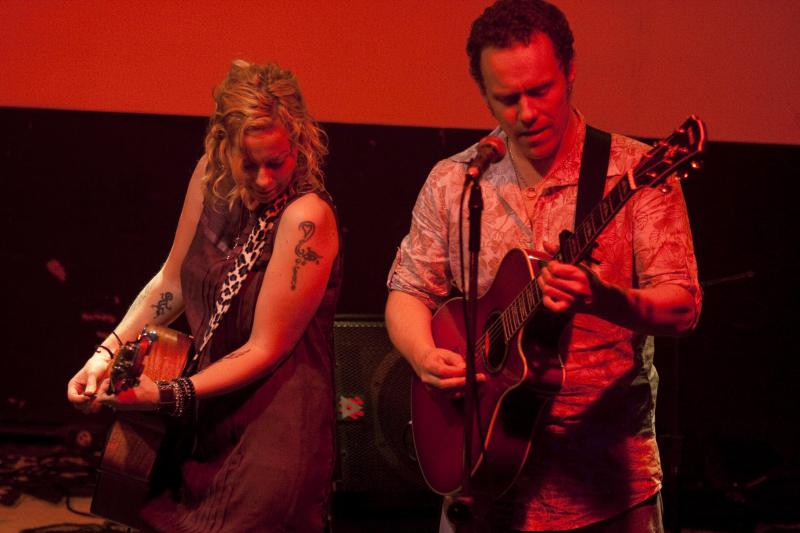
Anneke van Giersbergen e Danny Cavanagh, 2010